# Sacro
O sacro (plural: sacra ou sacrums) é um osso grande e triangular localizado na base da coluna vertebral e na porção superior e posterior da cavidade pélvica, onde está inserido como uma fatia entre os dois ossos do quadril. Sua parte superior se conecta com a última vértebra lombar, e sua parte inferior com o osso da cauda ou cóccix (S1 a S5) entre 18 e 30 anos de idade.

## História e etimologia
O sacro foi introduzido como um termo técnico em anatomia em meados do século XVIII, provém do encurtamento do nome latino tardio sacrum, que significa "osso sagrado". O termo em latim, por sua vez, traduz do grego ἱερόν ὀστέον, um termo encontrado nos escritos de Galeno. Antes da adoção do termo sacrum em inglês, o osso também era chamado de "osso do buraco", em paralelo com os alemães Bein ou Heiligenbein e do neerlandês heiligbeen.
A palavra latina é encontrada alternativamente como ossa clunium, como se fossem "ossos das nádegas". Devido ao fato de que o osso sacro é largo e espesso em sua extremidade superior, o sacro é alternativamente chamado de "os latum", "osso largo".